# واکنش رید
واکنش رید (به انگلیسی: Reed reaction) یک واکنش شیمیایی است که از نور برای اکسید کردن هیدروکربنها به آلکیل سولفونیل کلریدها استفاده می‌کند. در این واکنش از پلی‌اتیلن اصلاح‌شده برای تولید پلی اتیلن کلروسولفوناته (CSPE) استفاده می‌شود که به دلیل چقرمگی آن مورد توجه است.

## همچنین ببینید
- واکنش زنجیره‌ای